# 小島徹三
小島 徹三（こじま てつぞう、1899年9月29日 - 1988年1月10日）は、弁護士、日本の政治家。法務大臣。帝国弁護士会理事、 第一東京弁護士会常議員。位階は正三位。
自由党衆議院議員（1946年から10期）。日本自由党では政務調査会理事、司法部部長、民主党では総務委員、政務調査会理事、議員運営部部会長を務めた。自民党では芦田均派→岸信介派→福田赳夫派に所属した。

## 来歴・人物
兵庫県養父郡八鹿町（現・養父市）出身。造り酒屋の小島久右衛門の三男として生まれる。八鹿小、豊岡中、第一高等学校、東京帝国大学法学部仏法科卒業。
1922年、高等文官試験外交科及び行政科に合格。その後弁護士を開業。
1946年、第22回衆議院議員総選挙に兵庫2区から初当選。以後10期務める。
1953年、衆議院厚生委員長。1954年、第1次鳩山一郎内閣郵政政務次官。保守合同後もしばらく有田喜一・志賀健次郎・荒木万寿夫らとともに「芦田派」を維持。1958年、衆議院法務委員長。1960年、第1次池田内閣法務大臣。
1969年、勲一等瑞宝章を受章する。1976年、旭日大綬章を受章する。1976年引退。
1988年1月10日、死去。享年88。叙正三位。

## その他
- 株式会社山口自動車工業監査役[2]。
- 司法省の嘱託として中華民国の法制観察をした[2]。
- 法務大臣在任中に15人の死刑囚に死刑執行命令に署名した。
- 実直、誠実な性格で“但馬牛のような人”と評されていた[3]。
- 八鹿町初の名誉町民[4][5]で、養父市役所の庭に胸像が建てられている[4]。